# NGC 1409

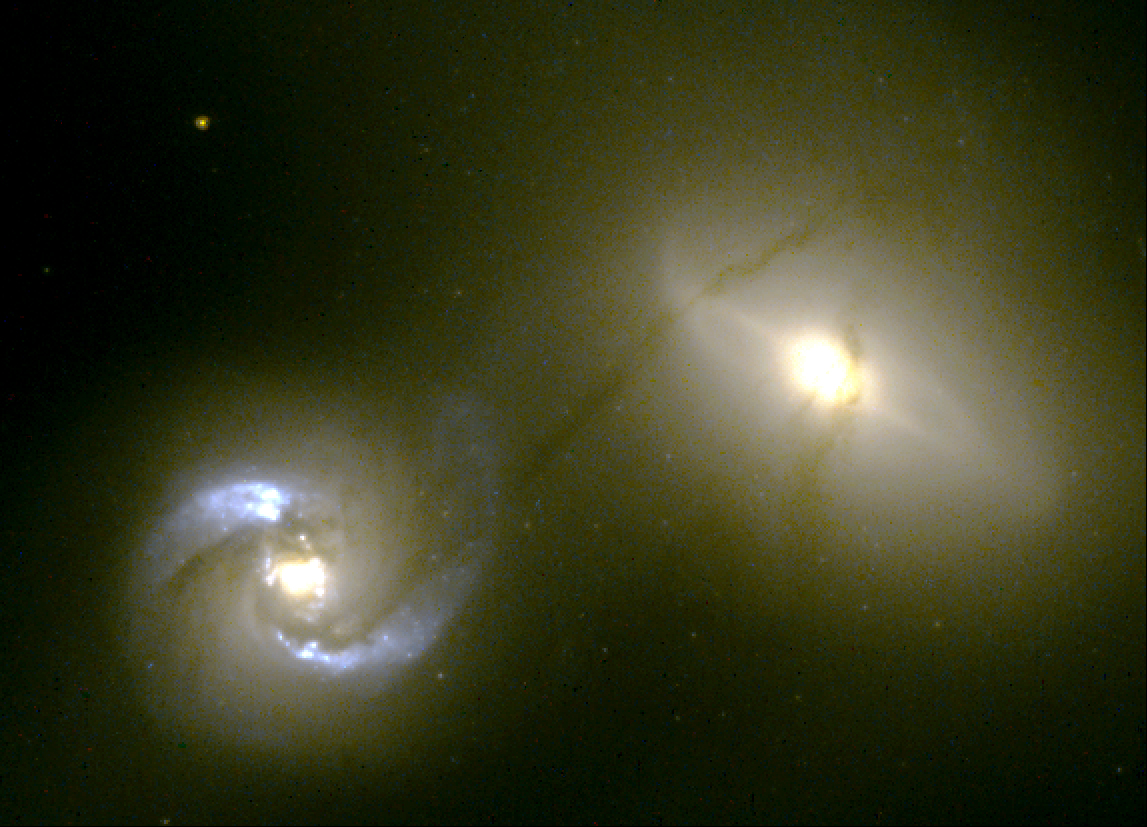
NGC 1409 (en imagen a la derecha) junto a NGC 1410. Fotografía captada por el telescopio espacial Hubble

NGC 1409 es una galaxia espiral en interacción con NGC 1410, ambas en la constelación de Tauro. Entre ellas, existe lo que parece ser un conducto de gas siendo canalizado de NGC 1410 a su compañera. Este «gasoducto» viaja alrededor de 20 000 años luz de una galaxia a la otra y en su extremo se envuelve alrededor de NGC 1409, generando un hipotético aumento significante de nacimientos de estrellas en esta galaxia. El origen de este pasaje de gas se calcula hace 100 millones de años, aunque su funcionamiento es aún incierto.